# إسماعيل بك الخادم
إسماعيل بك الخادم هو سياسي عثماني، تولى منصب قبطان باشا.

## مناصبه
تولى المناصب التالية:
- قبطان باشا (1461–1462)